# 古間木 (流山市)

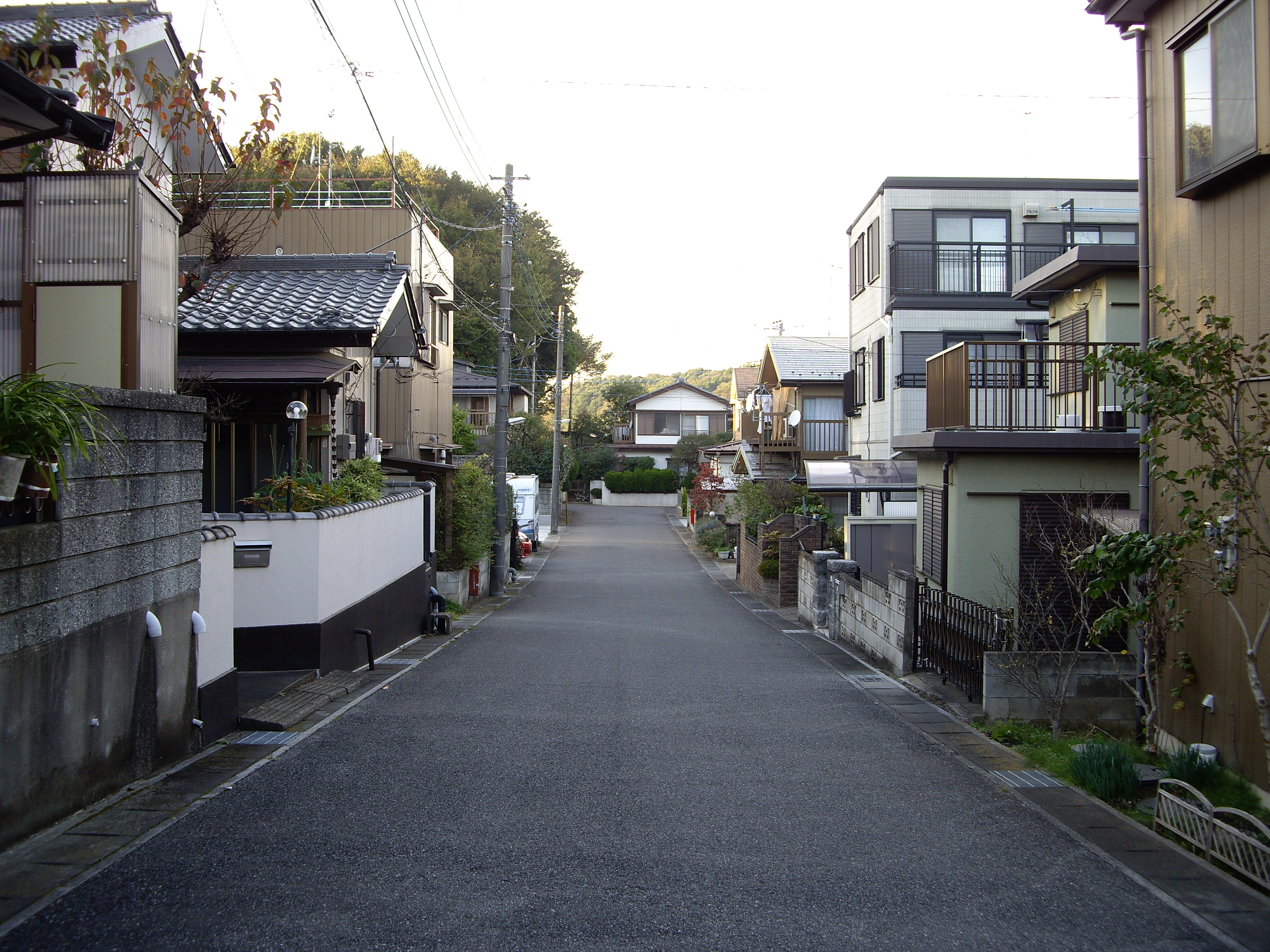
古間木

古間木（ふるまぎ/Furumagi）は、千葉県流山市の地名。郵便番号は270-0136。当地域の人口は931人（2008年4月1日現在、住民基本台帳人口調査による。流山市調べ。）

## 地理
流山市の東部に位置する。地域の西部はつくばエクスプレス沿線開発に伴い、1998年（平成10年）～2010年（平成22年）にかけて千葉県が施行する｢流山都市計画事業運動公園地区一体型特定土地区画整理事業｣の施行地域であり、地域内に市立八木中学校、流山市総合運動公園の一部がある。
東・北は野々下、西は中、南は芝崎と接している。

## 歴史

### 沿革
- 1869年（明治2年） 葛飾県葛飾郡古間木村となる。
- 1871年（明治4年） 廃藩置県により印旛県葛飾郡芝崎村となる。
- 1873年（明治6年） 県の統合及び、郡の分割により千葉県東葛飾郡古間木村となる。
- 1889年（明治22年） 東葛飾郡市野谷村、思井村、前平井村、後平井村、芝崎村、長崎村、中村、名都借村、野々下村、前ヶ崎村、向小金新田、大畔新田、駒木村、十太夫新田、駒木新田、青田新田、初石新田と合併し、東葛飾郡八木村大字古間木となる。
- 1951年（昭和26年）4月1日 流山町、新川村と合併し、東葛飾郡江戸川町大字古間木となる。
- 1952年（昭和27年）1月1日 江戸川町が流山町に改称。東葛飾郡流山町大字古間木となる。
- 1967年（昭和42年）1月1日 市制施行により、流山市大字古間木となる。

## 小字
古間木には6の小字が存在する。ここでは西から順に列挙する。
- 山王
- 水深
- 芳賀殿
- 茱萸木（茱萸=ぐみ）
- 遠田
- 五斗蒔

## 小・中学校の学区
市立小・中学校に通う場合、学区は以下の通りとなる。
| 地域 | 小学校       | 中学校     |
| ---- | ------------ | ---------- |
| 全域 | 八木南小学校 | 八木中学校 |

## 施設
- 流山市立八木中学校 - 古間木字茱○木
- 流山市総合運動公園 - 古間木字水深・山王（公園のうち古間木部分）
- 山王神社 - 古間木字山王